# Hydrallmania distans
Hydrallmania distans is een hydroïdpoliep uit de familie Sertulariidae. De poliep komt uit het geslacht Hydrallmania. Hydrallmania distans werd in 1899 voor het eerst wetenschappelijk beschreven door Nutting. 